# Ischnochiton tomhalei
Ischnochiton tomhalei är en blötdjursart som beskrevs av Clark 2000. Ischnochiton tomhalei ingår i släktet Ischnochiton och familjen Ischnochitonidae. Inga underarter finns listade i Catalogue of Life.